# Pollaplonyx liukueiensis
Pollaplonyx liukueiensis är en skalbaggsart som beskrevs av Kobayashi 1985. Pollaplonyx liukueiensis ingår i släktet Pollaplonyx och familjen Melolonthidae. Inga underarter finns listade i Catalogue of Life.